# Clive Evans
Clive Evans (sinh ngày 1 tháng 5 năm 1957) là một cựu cầu thủ bóng đá người Anh thi đấu ở vị trí tiền vệ cho Tranmere Rovers, Wigan Athletic, Crewe Alexandra, Stockport County và Lincoln City. Hiện tại ông sinh sống ở Alderley Edge với gia đình và làm việc trong ngành công nghiệp thể thao.